# Chełm (Garb Tenczyński)
Chełm – wzgórze o wysokości 372 m n.p.m. na Garbie Tenczyńskim pomiędzy miejscowościami Nielepice (na ich terenie) i Kleszczów w województwie małopolskim, na terenie Tenczyńskiego Parku Krajobrazowego. 
Pod północnym zalesionym zboczem góry – w Rudawie – znajduje się źródło Graność. Jest to zbocze, z licznymi skałkami wapiennymi i urwiskami skalnymi, stromo opada do Rowu Krzeszowickiego. Bezpośrednio przy wzniesieniu przepływa rzeka Rudawa, której poziom wynosi 237,4 m n.p.m. Wybitność wzniesienia Chełm wynosi około 135 m. Wschodni stok, także zalesiony, opada do Wąwozu Kochanowskiego. Przy południowym stoku znajdują się wąwozy: Jadybówki i Wodny Dół oraz ostaniec jurajski Na skałce. Zachodni stok łączy się ze wzgórzami Dymniok i Klicówka.

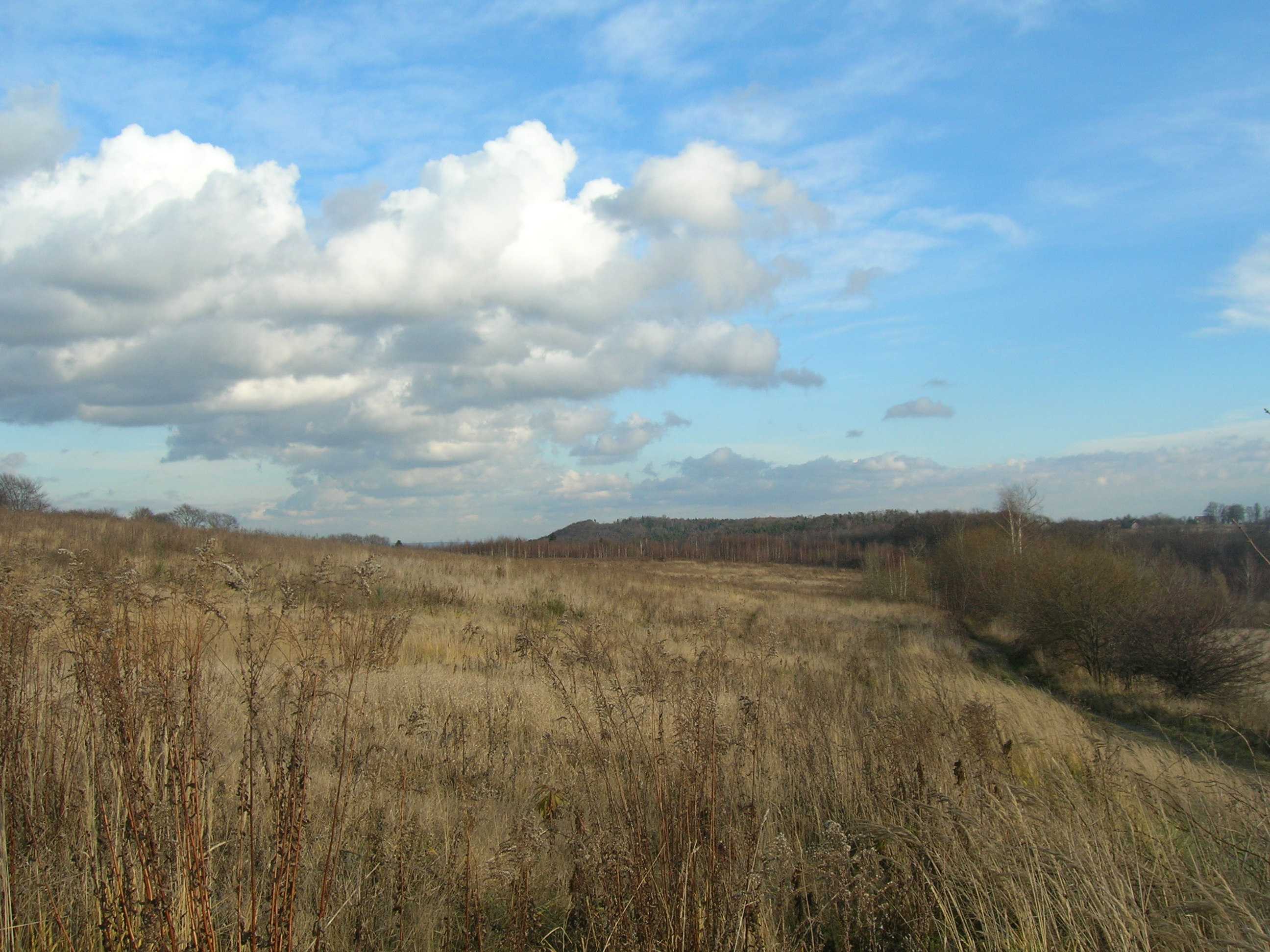
Widok od strony południowo-zachodniej
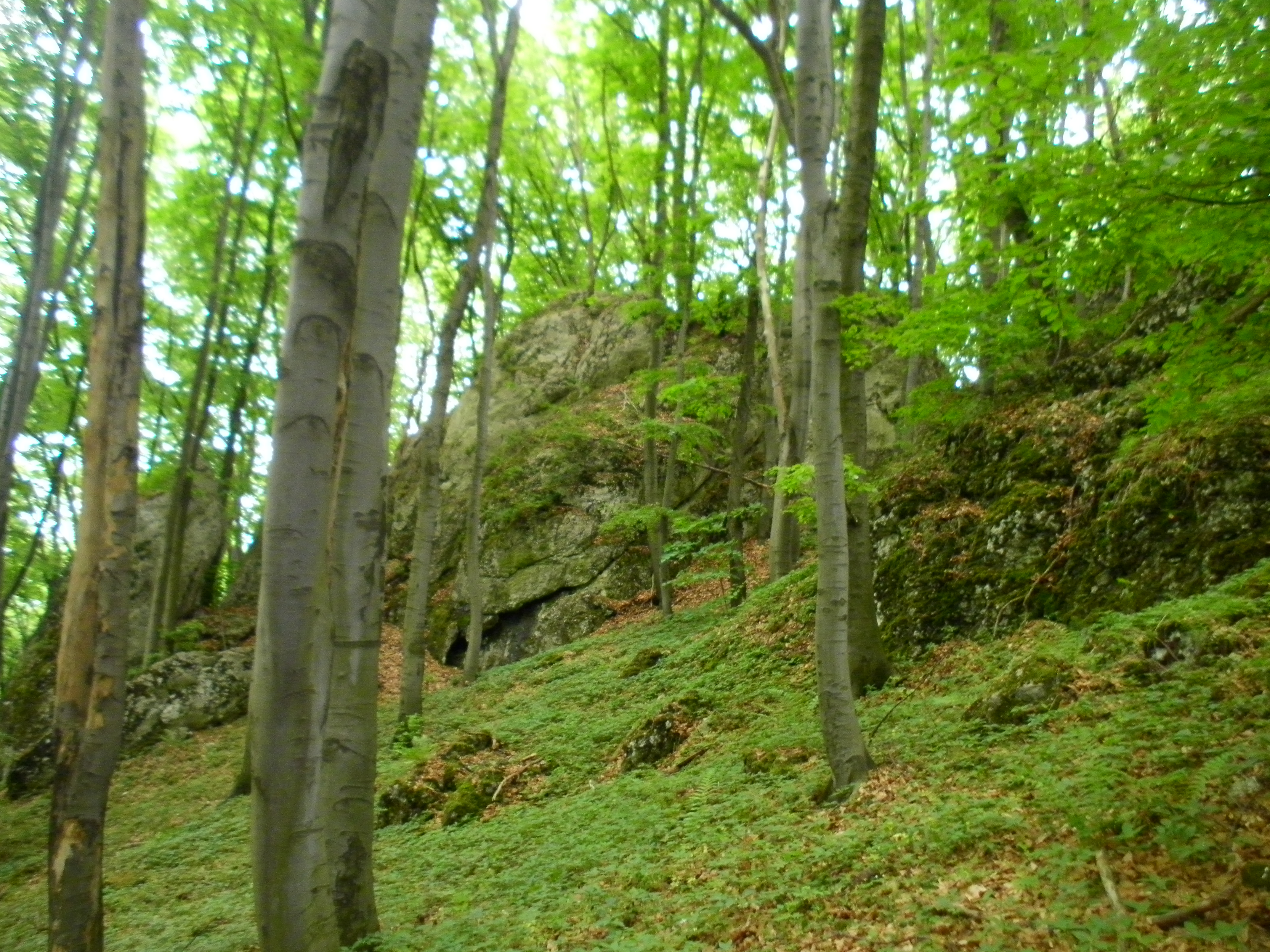
Skały na północnym zboczu wzgórza